# Crocifissione Gavari
La Crocifissione Mond o Gavari è un dipinto a olio su tavola (279x166 cm) di Raffaello Sanzio, databile al 1502-1503 e conservata nella National Gallery di Londra, con due scomparti di predella al Museo nazionale d'arte antica a Lisbona e in collezione privata. L'opera è firmata alla base della croce: «RAPHAEL URBINAS P.[inxit]».

## Storia
L'opera fu realizzata per la Chiesa di San Domenico di Città di Castello, su commissione della famiglia Gavari. Sulla cornice in pietra originale dell'altare a cui era destinata si legge la data 1503.
Si trattava di una delle almeno quattro opere realizzata dal Sanzio a Città di Castello, assieme allo stendardo della Santissima Trinità, la Pala Baronci e il celebre Sposalizio della Vergine. Venne vista dal Vasari e dal Lazzari (1693), prima di essere venduta a un francese. Fece parte della raccolta Fesch (1818) e di quella del principe di Canino (1845), prima di passare per varie collezioni inglesi. Infine appartenne alla collezione Mond, che venne lasciata in eredità al museo londinese nel 1924.

## Descrizione e stile
Cristo è sulla croce, tra le rappresentazioni del sole e della luna, tra due angeli in volo che, con vasi, ne raccolgono il sangue che cola dalle ferite nelle mani e nel costato. Ai piedi della scena si vedono quattro santi, da sinistra Maria, san Girolamo, la Maddalena e Giovanni apostolo. Particolare rilievo ha Girolamo, a cui sono anche dedicate le storie della predella, poiché era il santo a cui era dedicato l'altare di destinazione dell'opera. Sullo sfondo si intravede una città, forse Firenze (Ciardi Dupré).
Sole e luna sovrastanti, rimandano alla tradizione iconografica medievale e alludono all'alfa e l'omega, ovvero l'inizio e la fine legata all'Incarnazione divina.
Vasari stesso ricordò che se non ci fosse stato il nome dell'autore inciso "nessuno la crederebbe di Raffaello, ma sì bene di Pietro [Perugino]". In effetti a una prima analisi spiccano con forza i motivi perugineschi, come la composizione organizzata su due registri, le figure in una posa dolcemente contemplativa, l'apertura paesistica con dolci colline punteggiate da alberelli, la presenza degli angeli simmetrici con motivi ornamentali nei nastri al vento.
Rispetto al maestro però appare ben più saldo il legame tra figure e paesaggio, grazie alla scelta di disporre i santi alla base del Crocifisso in due gruppi "a cuneo", che evidenziano la scansione dello spazio in profondità.
Inoltre è inedito il particolare della gambe di Cristo scorciate per una veduta ottimale da sinistra, coerentemente con la destinazione finale dell'opera lungo la navata della chiesa: si tratta di una raffinatezza ottica che appartiene al bagaglio urbinate del pittore, piuttosto che alla scuola umbra.
I leganti utilizzati da Raffaello per i colori furono diversi: olio di noce per il cielo e olio di lino per i colori scuri; mentre il primo ingiallisce col tempo, il secondo tende a scurirsi.

### Predella
La predella della tavola è composta da due tavolette:
- San Girolamo resuscita tre morti, 23x41 cm, Lisbona, Museu Nacional de Arte Antiga
- Miracolo di san Girolamo, 23x41 cm, Raleigh, North Carolina Museum of Art

La prima delle due tavolette venne documentata per la prima volta dal Passavant a Roma nel 1845, che l'attribuì a Perugino. Gronau la collegò per la prima volta alla Crocifissione Gavari.
La seconda mostra san Girolamo nell'atto di trattenere il braccio del carnefice che sta per decapitare il vescovo Silvano; altrettanto miracolosamente cade nel frattempo la testa dell'eretico Sabiniano. L'opera si trovava già nella collezione Coork a Richmond.
Le due tavolette mostrano una narrazione vivacissima, che ben si sposa con i ritmi accentuati della pala principale.
Predella della Crocifissione Gavari